# احمد عزت پاشا
احمد عزت باشا (انگلیسی: Ahmed Izzet Pasha؛ زاده ۱۸۶۴ درگذشته 31 march ۱۹۳۷ (۷۲−۷۳ سال)) یک سیاست‌مدار اهل امپراتوری عثمانی (until 1923)
ترکیه (after 1923) بود.